# Championnats du monde de tir 1897
Navigation
Édition suivante
Les championnats du monde de tir 1897, première édition des championnats du monde de tir, ont eu lieu à Lyon en 1897 et a été remporté par le Genevois M. Frank Jullien.